# Rustom Khurshedji Karanjia
Rustom Khurshedji Karanjia (meist R. K. Karanjia oder Russi Karanjia; Gujarati: આર. કે. કરંજિયા Ār. Ke. Karañjiyā; * 15. September 1912 in Bombay; † 1. Februar 2008 ebenda) war ein indischer Journalist, Herausgeber und Buchautor.

## Leben
Rustom Karanjia ist der älteste Sohn des Augenarztes Khurshedji Karanjia und dessen Frau Temina; einen Großteil seiner Kindheit verbrachte er bei seinen Großeltern mütterlicherseits, dem Geschäftsmann Burjorji Patel und dessen Frau Ruttonbai, in Quetta. Er absolvierte seine Ausbildung an der St. Xavier’s School and College und dem Wilson College in Bombay. Noch während seiner College-Zeit begann er seine journalistische Tätigkeit und war in den 1930er Jahren als Redaktionsassistent bei The Times of India angestellt.
1941 gründete Karanjia nach Beratung mit den erfahrenen Herausgebern B. V. Nadkarni und Benjamin Guy Horniman das Wochenmagazin Blitz, das dem investigativen Journalismus verschrieben war. Während Japans Burmafeldzug war er als Kriegskorrespondent in Assam und Burma. Später übernahm er den Posten des Chefredakteurs von Blitz und veröffentlichte mehrere politjournalistische Bücher. Zu den mit Blitz verbundenen Autoren gehörten auch Khwaja Ahmad Abbas und der Ramon-Magsaysay-Preisträger P. Sainath. In den 1990er Jahren wurde die Zeitschrift eingestellt.
Seit 1976 war der Parse Karanjia Anhänger des Hindu-Gurus Sathya Sai Baba. Von 1991 bis 1997 war er Mitglied der Rajya Sabha. Sein Bruder ist der Filmjournalist B. K. Karanjia.

## Bücher
- 1952: China stands up and wolves of the Wild West
- 1956: Seato Security or Menace?
- 1958: Arab Dawn
- 1960: The Mind of Mr. Nehru
- 1961: Castro: Storm Over Latin America
- 1966: The Philosophy Of Mr. Nehru
- 1970: Round Germany with Hitler
- 1977: Kundalini Yoga
- 1977: Mind of a Monarch: Biography of the Shah of Iran ISBN 978-0-04-923069-9
- 1997: God Lives In India ISBN 978-81-86822-27-2